# YAH YAH YAH/夢之守護者
《YAH YAH YAH／夢之守護者》（YAH YAH YAH／夢の番人）是日本樂團恰克與飛鳥的第33張單曲，1993年3月3日發行。是他們其中一首最著名的代表作，銷量第2高的單曲作品，當年的單曲銷量冠軍。
延續恰克與飛鳥《SAY YES》的輝煌，1993年，當恰克與飛鳥再次為電視劇獻唱主題曲時，馬上引起轟動。《YAH YAH YAH》作為織田裕二主演的電視劇《回首又見他》的主題曲，雖然電視劇的收視率不是很高，但正處於人氣巔峰時期恰克與飛鳥就已經保證了單曲的大熱賣。發售首週的銷量在當時僅次於米米CLUB的《只要有你在/我愛你》。最終銷量高達241.8萬，是1993年度的單曲銷量冠軍，歷代單曲銷量第11位。是恰克與飛鳥銷量第二高（僅次於《SAY YES》），第三張銷量過百萬、第2張銷量過二百萬的單曲。單曲獲得第8回日本金唱片大賞的五大最佳單曲賞、年度最佳單曲大賞。
歌曲作曲和作詞普遍認為均屬上乘，尤其作詞，能夠很好地帶動出聽眾的激動情緒。在舞台演唱時，當恰克與飛鳥兩人唱到「YAH YAH YAH—」，向前高舉一隻手與台下的觀眾一起高呼「YAH YAH YAH—」並重複多次已經成為指定動作。

## 收錄曲目
1. YAH YAH YAH
（作詞、作曲：ASKA；編曲：ASKA、十川知司）
富士系電視劇《回首又見他》主題曲
2. 夢之守護者（夢の番人）
（作詞、作曲：ASKA；編曲：澤近泰輔）
LIVE UFO'93的主題曲
3. 在你不知道的情況下（君はなにも知らないまま）
(作曲：CHAGE：編曲：村上啟介（MULTI MAX）)
富士系電視劇《回首又見他》插曲

## 收錄專輯
首張專輯收錄
- RED HILL（1993年）

精選專輯收錄
- GREATEST HITS（1998年）
- CHAGE&ASKA VERY BEST ROLL OVER 20TH（1999年）
- Asian Communications Best（2008年）
- CHAGE and ASKA VERY BEST NOTHING BUT C&A（2009年）

特別版本單曲專輯
- SEAMLESS SINGLES（2004年）